# Out Rawcliffe
Out Rawcliffe is een civil parish in het bestuurlijke gebied Wyre, in het Engelse graafschap Lancashire. In 2001 telde het dorp 567 inwoners.